# Tunis Open
O Aberto de Tunis é um torneio profissional de tênis jogado em quadras de saibro vermelho ao ar livre. Ele atualmente faz parte da Associação dos Tenistas Profissionais (ATP) Challenger Tour. Acontece anualmente no Clube de Ténis de Tunis em Tunis, Tunísia, desde 2005.